# Визуелни путеви
Сигнал који светлост генерише у фоторецепторима простире се кроз мрежњачу и активира ганглијске ћелије. Главно наредно место куда стижу сигнали из мрежњаче налази се у центру који се назива таламус, а одатле сигнали стижу из окципиталног (потиљачног) кортекса. Нервни пут којим сигнали стижу од мрежњаче до таламуса чине оптички нерв и оптички тракт, а пут којим сигнал стиже од таламуса до кортекса назива се оптичка радијација. Осим овог главног пута, информација из мрежњаче стиже на још нека места у мозгу. Нервна влакна чији сноп чини оптички нерв су аксони ганглијских ћелија. Сваки од два оптичка нерва садржи и до милион влакана.
Оптичка хијазма је структура где се два оптичка нерва укрштају. У хијазми, два снопа влакана не спајају се физички, већ пролазе једни мимо других. Код људи и других сисара је укрштање комбиновано, односно један део нервних влакана се простире контралатерално, а други ипсилатерално. Начин простирања нервних влакана зависи од које половине мрењаче потичу.

## Супкортикални визуелни центри
После хијазме, оптички нерви се не називају нервима, већ оптички трактуси или тракти. Аксони ганглијских ћелија стижу из ока у неколико субкортикалних центара у левој и десној можданој хемисфери. Највећи део влакана одлази главним путем и стиже у таламус, и то у његов део који се зове бочна коленаста тела, односно латерални геникулатни нуклеуси (ЛГН). Постоје два ЛГН-а, један у левој, а други у десној половини мозга. Назив овог центра потиче од тога што се тај део налази са бочне стране таламуса, а слојеви од којих се састоји нису равни већ повијени, па подсећају на мало колено. Мањи део влакана одлази у центре под именом горње квржице, подручја која контролишу мишиће који покрећу очи. Преостали део влакана одлази у друга подручја мозга која играју улогу у визуелном опажању. На пример, један део влакана носи информацију о количини светлости која пада на мрежњачу, чини део рефлексног лука којим се контролише величина отвора зенице.

## Бочна коленаста тела
Информација са мрежњаче је у сваком слоју ЛГН-а представљена по принципу ретинотопске репрезентације. Наиме, активност блиских стимулуса на мрежњачи изазива активност блиских ганглијских ћелија, која се преноси блиским нервним влакнима, које изазивају активност блиских ћелија у ЛГН-у. Мрежњача је пресликана на ЛГН, у смислу да на ЛГН-у остаје очуван просторни распоред активација на мрежњачи.
ЛГН има шест уочљивих слојева, као и тање међуслојеве, у које се расподељују  сигнали из слоја ганглијских ћелија мрежњаче и преносе на ћелије ЛГН-а. У ЛГН-у постоје три типа ћелија:
1. магноцелуларне
2. парвоцелуларне
3. кониоцелуларне

Ганглијске ћелије остварују специфичне синаптичке контакте са ЛГН ћелијама:
- аксони ганглијских М-ћелија (односно Y ћелија) активирају магноцелуларне ћелије ЛГН-а
- аксони ганглијских П-ћелија (односно X ћелија) активирају парвоцелуларне ћелије ЛГН-а
- аксони ганглијских К-ћелија (односно W ћелија) активирају кониоцелуларне ћелије ЛГН-а

Ганглијске ћелије и њима одговарајуће ЛГН ћелије имају сличне особине. На пример, М ћелије и магноцелуларне су крупније, брже спроводе сигнале, имају већа рецептивна поља итд. Структура рецептивних поља код ћелија ЛГН-а испитује се на исти начин као и код ганглијских ћелија, светлом тачком стимулише се мрежњача на разним местима и прати се фреквенца паљења испитиване ћелије ЛГН-а. Добијају се врло слични резултати као код ганглијских ћелија, тј. рецептивна поља имају концентрично-антагонистичку структуру и постоје он и оф ћелије.

## Од мрежњаче до ЛГН-а
Из левих половина очију левог и десног ока стижу сигнали у леви ЛГН, а из десних половина левог и десног ока у десни ЛГН. Расподела аксона у слојеве ЛГН зависи од врсте ћелија до којих стижу сигнали. У оквиру магно пута сигнали из М-ћелија у мрежњачи стижу до магноцелуларних ћелија у ЛГН-у, у слојеве 1 и 2. У леви ЛГН у слој 1 стижу сигнали из леве (назалне) половине десног ока, а у слој 2 из леве (темпоралне) половине левог ока. У десни ЛГН у слој 1 стижу сигнали из десне (назалне) половине левог ока, а у слој 2 из десне (темпоралне) половине десног ока.
Другим речима, у оба ЛГН-а у слој 1 стижу сигнали из назалне половине контралатералног ока, а у слој 2 из темпоралне половине ипсилатералног ока. У оквиру парво пута сигнали из П-ћелија у мрежњачи стижу до парвоцелуларних ћелија у ЛГН-у, у слојеве 3, 4, 5 и 6. У леви ЛГН у слојеве 4 и 6 стижу сигнали из леве (назалне) половине десног ока, а у слојеве 3 и 5 из леве (темпоралне) половине левог ока. У десни ЛГН у слојеве 4 и 6 стижу сигнали из десне (назалне) половине левог ока, а у слојеве 3 и 5 из десне (темпоралне) половине десног ока. Другим речима, у оба ЛГН-а у слој 4 и 6 стижу сигнали из назалне половине контралатералног ока, а у слој 3 и 5 из темпоралне ипсилатералног ока. Заједно узевши и магно и парво пут, из назалних половина контралатралних очију сигнали стижу у први, четврти и шести слој ЛГН-а, а из темпоралних половина ипсилатералних очију аксони стижу у други, трећи и пети слој ЛГН-а. Бројећи слојеве од 1 до 6, латералност ока из кога стижу сигнали у ЛГН је контра, ипси (то су два магно слоја), па затим ипси, контра, ипси, контра (то су четири парво слоја)

## Од таламуса до кортекса
Из ЛГН-а нервна влакна одлазе оптичким радијацијама у кортекс, и то из левог ЛГН-а у леви кортикални визуелни центар, а из десног ЛГН-а у десни.

## Ток визуелне информације
Просторна шема стизања информација из визуелног поља у визуелни кортекс може се описати на следећи начин. Приликом пројекције визуелног поља на очи долази до оптичког укрштања. Наиме, лева половина визуелног поља пројектује на десне половине две мрежњаче, а десна половина поља на леве половине мрежњача. Приликом слања сигнала из очију у два ЛГН-а долази до неуралног укрштања. Наиме, влакна из левих половина мрежњача стижу у леви ЛГН, а влакна из десних половина мрежњача у десни o приликом слања сигнала из ЛГНа у кортекс не збива се никакво укрштање. Наиме, из левог ЛГН-а сигнали стижу у визуелни центар у левом окципиталном кортексу, а из десног ЛГН-а у десни окципитални кортекс. Коначна последица ове сложене структуре простирања оптичких сигнала и неуралних веза је да информација из леве половине визуелног поља стиже у десну мождану хемисферу, а из десне у леву.